# Ácido mefenámico
El ácido mefenámico es un medicamento antiinflamatorio no esteroideo (AINE) derivado del ácido fenámico o fenamato, indicado para el tratamiento del dolor leve o moderado, incluyendo el dolor menstrual, por lo general en presentación oral de 250 mg. Aunque no se emplean con tanta frecuencia como otros AINE, a menudo se indica también para el alivio de la fiebre como antipirético. El mecanismo por el cual disminuye el dolor asociado a inflamaciones y las contracciones uterinas permanece aún sin aclarar. Actúa impidiendo la síntesis de prostaglandinas, mediante la inhibición inespecífica, no competitiva y reversible de la actividad de ciclooxigenasa, enzima que convierte el ácido araquidónico en prostaglandinas.

## Efectos adversos
La administración del ácido mefenámico puede causar la aparición de reacciones adversas, incluyendo diarrea, estreñimiento, dolor de cabeza, mareos, nerviosismo y pitido en los oídos. Como todo antiinflamatorio no esteroideo, el ácido mefenámico puede provocar la aparición de úlceras, hemorragias, o perforaciones en el estómago o el intestino, especialmente en pacientes que han tomado el medicamento por períodos largos de tiempo. Se debe evitar el consumo de bebidas alcohólicas al tomar el ácido mefenámico. 

## Contraindicaciones
Debido a que el metabolismo del ácido mefenámico en el hígado desempeña un papel importante en su farmacodinámica, se prescriben dosis más reducidas a pacientes con insuficiencia hepática. Por su parte, la insuficiencia renal puede ocasionar una acumulación excesiva del medicamento y sus metabolitos, por lo que el ácido mefenámico está contraindicado en estos pacientes. No se recomienda el uso del ácido mefenámico en pacientes embarazadas.

## Farmacocinética
- Absorción: el ácido mefenámico, es rápidamente absorbido por el tracto gastrointestinal. La administración oral de 1 g cuatro veces al día hace que se alcancen concentraciones plasmáticas estables de 20 mcg/mL al segundo día.

- Distribución: el grado de unión a proteínas plasmáticas es superior al 90 %. El volumen de distribución es de 1,06 L/kg. No se sabe si atraviesa la placenta, pero sí que se distribuye en la leche materna en muy pequeña cantidad.

- Metabolismo: el ácido mefenámico se metaboliza principalmente en el hígado dando lugar a metabolitos inactivos (3′-hidroximetil y 3′-carboxi derivados).

- Eliminación: el 52 % de la dosis de mefenámico se excreta en orina de forma metabolizada y como ácido conjugado. El 20 % de la dosis es excretada en heces. La semivida de eliminación es de dos a tres horas. El ácido mefenámico no es aparentemente dializable.

- Efectos adversos: puede ocasionar dermatitis alérgica, dolor abdominal, diarrea, pirosis, náuseas, convulsiones

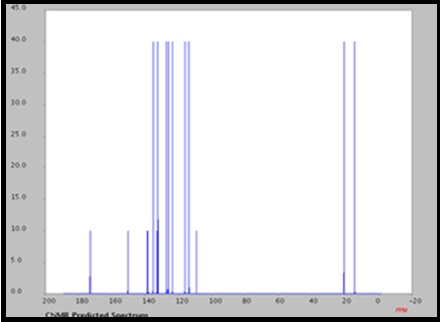
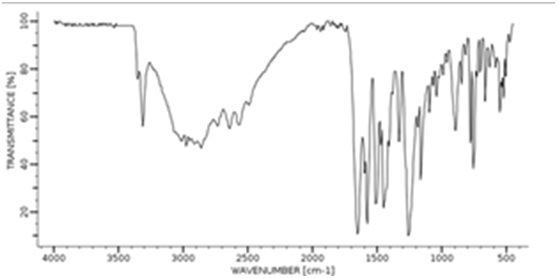
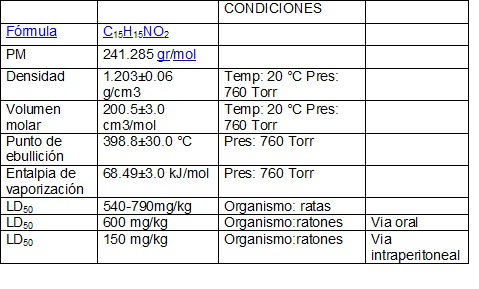